# Yoshihisa Ishida
Pour les articles homonymes, voir Ishida.
Yoshihisa Ishida (石田 義久, Ishida Yoshihisa, né le 19 mai 1944 à Mihara) est un athlète japonais, spécialiste du lancer du poids et du lancer du marteau.

## Biographie
Il remporte la médaille d'or du lancer du marteau lors des Championnats d'Asie 1975, à Séoul, avec la marque de 62,84 m

### Palmarès
| Date | Compétition         | Lieu    | Résultat | Épreuve           | Performance |
| ---- | ------------------- | ------- | -------- | ----------------- | ----------- |
| 1966 | Jeux asiatiques     | Bangkok | 2e       | Lancer du poids   | 16,13 m     |
| 1967 | Universiade d'été   | Tokyo   | 1er      | Lancer du marteau | 64,94 m     |
| 1970 | Jeux asiatiques     | Bangkok | 2e       | Lancer du marteau | 64,34 m     |
| 1975 | Championnats d'Asie | Séoul   | 3e       | Lancer du poids   | 15,57 m     |
| 1975 | Championnats d'Asie | Séoul   | 1er      | Lancer du marteau | 62,84 m     |

### Records
| Épreuve           | Performance | Lieu    | Date        |
| ----------------- | ----------- | ------- | ----------- |
| Lancer du marteau | 70,54 m     | Sapporo | 5 août 1972 |